# 胡紘夫妇墓
胡紘夫妇墓，位于中华人民共和国浙江省丽水市庆元县松源街道，是浙江省省级文物保护单位之一。
2017年1月13日，胡紘夫妇墓被列入第七批浙江省文物保护单位，该文物保护单位是一座古墓葬。